# Xylomelum pyriforme
Xylomelum pyriforme là một loài thực vật có hoa trong họ Quắn hoa. Loài này được (Gaertn.) R. Br. miêu tả khoa học đầu tiên năm 1810. Đây là một loài đặc hữu của Úc, chúng phát triển như một loại cây bụi lớn hay cây nhỏ, thường đạt 4–5 m (13–16 ft),, có cây đạt đến 15 m (50 ft).